# Trường Trung học phổ thông chuyên Nguyễn Đình Chiểu
Trường Trung học phổ thông chuyên Nguyễn Đình Chiểu, là một trường trung học phổ thông công lập tọa lạc tại thành phố Sa Đéc, tỉnh Đồng Tháp, Việt Nam, thuộc hệ thống các trường trung học phổ thông chuyên dưới sự quản lý của Bộ Giáo dục và Đào tạo thông qua Sở Giáo dục và Đào tạo tỉnh Đồng Tháp. Trường thành lập vào ngày 04 tháng 8 năm 2008 theo quyết định số 114/QĐ-UBND-TL của Ủy ban Nhân dân tỉnh Đồng Tháp và là trường chuyên đầu tiên của tỉnh Đồng Tháp.
Trường Trung học phổ thông chuyên Nguyễn Đình Chiểu đạt chuẩn Quốc gia năm 2017. Trường có 82 giáo viên, cán bộ quản lý và nhân viên. 100% giáo viên có trình độ đạt chuẩn và trên chuẩn.

## Lịch sử hình thành
- Trước năm 1991, Trường THPT dân lập Đồ Chiểu hình thành dựa trên nhu cầu xã hội hóa giáo dục. Ban giám hiệu ban đầu gồm thầy Nguyễn Triều Điền (hiệu trưởng) và cô Nguyễn Thị Thanh Thùy (hiệu phó). Ban đầu cơ sở vật chất của trường này là 3 phòng của Sở GD-ĐT Đồng Tháp (khuôn viên trường Nam Tiểu học).
- Năm học 1991-1992, trường chuyển về sử dụng cơ sở vật chất của Trường Bồ Đề cũ với tên Trường THPT bán công Đồ Chiểu. Sau 2 năm học, trường chuyển về cơ sở vật chất sau Trường Tiểu học Kim Đồng.
- Năm 2006-2007, theo Luật giáo dục, không còn hệ bán công mà phải chuyển sang loại hình trường tư thục nên ban giám hiệu nhà trường làm thủ tục thay đổi thành Trường THPT tư thục Đồ Chiểu.
- Năm 2008-2009, cấp học THPT có nhiều thay đổi. Trường THPT tư thục Đồ Chiểu giải thể. Ủy ban Nhân dân tỉnh Đồng Tháp thành lập Trường THPT Chuyên Nguyễn Đình Chiểu và tiếp nhận cơ sở vật chất của Trường THPT tư thục Đồ Chiểu.
- Tháng 3/2011, Ủy ban Nhân dân tỉnh Đồng Tháp phê duyệt đề án xây dựng và phát triển Trường THPT chuyên Nguyễn Đình Chiểu (thị xã Sa Đéc, tỉnh Đồng Tháp) từ nay đến năm 2020 với tổng kinh phí 162,7 tỉ đồng, trong đó 153,6 tỉ đồng xây dựng cơ sở vật chất và trang thiết bị, 9,1 tỉ đồng phát triển đội ngũ giáo viên.
- Năm 2016, Trường THPT Chuyên Nguyễn Đình Chiểu di dời về cơ sở mới trên địa bàn xã Tân Phú Đông, thành phố Sa Đéc và ổn định cho đến hiện nay. Cơ sở cũ của trường tại đường Hùng Vương (phường 1, TP.Sa Đéc) trở thành trường THCS Hùng Vương mới thành lập

## Khuôn viên
Trước 2016, trường tọa lạc tại trường THCS Hùng Vương hiện nay, giáp với trường Tiểu học Kim Đồng trên đường Hùng Vương, phường 1, thành phố Sa Đéc. Từ 2016, trường khánh thành và chuyển đến hoạt động khuôn viên mới gần giao lộ giữa ĐT848 và đường vành đai Quốc lộ 80 tại xã Tân Phú Đông, thành phố Sa Đéc.
Khuôn viên của trường có diện tích 54.000m2, gồm 35 phòng học đạt chuẩn Quốc gia, các khối phòng bộ môn; khối hành chính, thư viện; ký túc xá cùng các công trình thể dục, thể thao, các công trình phụ trợ và tiện ích như thư viện trên 50 chỗ ngồi, hội trường,...

## Tuyển sinh
Để được theo học tại trường, học sinh phải tham gia kì thi Tuyển sinh lớp 10 của Sở Giáo dục Đào tạo tỉnh Đồng Tháp. Mỗi kì thi bao gồm 3 môn bắt buộc (Ngữ Văn, Toán và tiếng Anh) cùng với một hay hai môn tự chọn. Kết thúc mỗi học kì, học sinh được đánh giá thông qua điểm số.

### Học bổng
Điều kiện được nhận học bổng theo từng học kì là học sinh lớp chuyên có kết quả đánh giá rèn luyện học kì đạt mức Tốt, kết quả học tạp học kì đạt mức Tốt và có điểm trung bình học kì môn chuyên từ 8.5 trở lên.
Học sinh đủ điều kiện sẽ nhận được học bổng khuyến học từ Hội Khuyến học nhà trường nhằm hỗ trợ, động viên tinh thần học tập, rèn luyện tốt, tạo những động lực cho học sinh nổ lực trong học tập và rèn luyện.

## Đời sống học đường

### Câu lạc bộ học sinh
- CLB Sách và Hành động[6]
- CLB Guitar
- CLB Tình Nguyện
- CLB EI - Emotional Intelligence
- Dự Án NĐC Debate
- CLB Bóng rổ[7]
- CLB Truyện tranh[7]
- CLB Hội họa[7]

### Văn nghệ học đường
Hoạt động văn nghệ học đường khá sôi nổi. Các năm học qua, nhà trường có nhiều học sinh đạt giải cao trong hội thi Văn nghệ học đường cấp thành phố, cấp tỉnh và các phong trào văn nghệ khác.

### Thể dục thể thao
Trường có khu thể dục thể thao với sân bóng đá và các môn thể dục thể thao khác. Năm học 2011-2012 tại Hội khỏe phù đổng đạt 19 huy chương (5 vàng, 5 bạc, 9 đồng).

### Ký túc xá
Từ năm học 2021-2022, trường tiếp nhận học sinh đăng ký nội trú tại ký túc xá của trường. Ưu tiên đối tượng học sinh có hoàn cảnh khó khăn.

## Thành tích

### Nhà trường
- Bằng khen của Bộ trưởng Bộ Giáo dục và Đào tạo về thành tích xuất sắc trong phong trào thi đua "Đổi mới, sáng tạo trong dạy và học"
- Danh hiệu "Tập thể lao động xuất sắc" năm học 2017-2018

### Cá nhân cán bộ, viên chức và người học
Như những trường Trung học Phổ thông khác, học sinh năm cuối phải trải qua kì thi tốt nghiệp trubg học phổ thông để được công nhận tốt nghiệp và xét tuyển vào đại học. Số lượng học sinh trúng tuyển vào các trường đại học chất lượng, danh tiếng rất cao.
Học sinh của trường đạt 60 giải thưởng cấp Quốc gia, hơn 800 học sinh đạt giải cấp tỉnh với các cuộc thi bổ ích như:
- Kỳ thi học sinh giỏi;
- Cuộc thi khoa học kỹ thuật (INTEL ISEF);
- Cuộc thi sáng tạo thanh thiếu niên nhi đồng;
- Hội khỏe Phù Đổng cấp thành phố Sa Đéc, cấp tỉnh;
- Các hội thi văn hóa, văn nghệ học đường;
Ngoài ra đạt hơn 200 huy chương Olympic 30/4